# Beluk Kenek
Beluk Kenek is een bestuurslaag in het regentschap Sumenep van de provincie Oost-Java, Indonesië. Beluk Kenek telt 1519 inwoners (volkstelling 2010).